# Katla obecná
Katla obecná (Gibelion catla), zvaná také indický kapr nebo hindustánsky bhakur, je sladkovodní ryba hojně obývající řeky, jezera a zavlažovací kanály v Indii, Nepálu, Pákistánu, Bangladéši a Myanmaru. Náleží do monotypického rodu Gibelion z čeledi kaprovitých.
Katla obecná se vyskytuje v teplých stojatých vodách, zdržuje se u hladiny a živí se převážně zooplanktonem. Rozmnožuje se v období monzunů, samice naklade dva až tři miliony vajíček, ryby dospívají ve věku okolo tří let. V zemích jižní Asie patří k nejoblíbenějším konzumním rybám. Pro svoji schopnost zkrmovat i zemědělský odpad a rychlé přírůstky na váze je katla často chována v akvakultuře, je vysazována do rybníků i v zemích, kde nepatří k původním druhům, jako je Čína nebo Thajsko. Indie vyprodukuje ročně okolo šesti set tisíc tun těchto ryb. Na trh přicházejí kusy vážící mezi jedním a dvěma kilogramy, rekordní jedinec, ulovený na jezeře Powai nedaleko Bombaje, vážil 38 kg a měřil 183 cm.
Indičtí vědci experimentují s využitím šupin katly jako piezoelektrického materiálu.